# آرمن دوریان
آرمن دوریان (ارمنی: Արմէն Տօրեան؛ ۲۸ ژانویهٔ ۱۸۹۲ – ۱۹۱۵) یک شاعر معلم و مربی ویراستار ارمنی‌تبار امپراتوری عثمانی زندگی می‌کرد.
وی در دانشگاه سوربون در پاریس تحصیل نمود. دوریان اشعار خویش را به زبان‌های ارمنی و فرانسوی می‌سرود.
در جریان نسل‌کشی ارمنی‌ها توسط حکومت ترکان جوان عثمانی دستگیر و کشته شد. وی در زمان مرگ ۲۳ سال عمر داشت.